# とび技能士
とび技能士（とびぎのうし）とは、国家資格である技能検定制度の一種で、都道府県職業能力開発協会（問題作成等は中央職業能力開発協会）が実施する、とびに関する学科及び実技試験に合格した者をいう。

## 概要
とび作業の段取り、仮設の建設物の組立てや解体、掘削、土止めや地業など、とびに関する能力を認定する国家資格であり、名称独占資格である。
等級には、1級～3級まであり、それぞれ上級技能者、中級技能者、初級技能者が通常有すべき技能の程度と位置づけられている。
とび技能士は、職業訓練指導員 (とび科)の実技試験免除資格になっている。

## 実技作業試験内容（とび作業）
- 1級

1. 丸太又は鋼管を使用して真づか小屋組の作業を行う。
2. そり(こした)にのせた重量物の運搬の作業を行う。
3. 3種類の重量物の目測の作業を行う。

試験時間＝2時間15分（丸太）、2時間5分（鋼管）
- 2級

1. 丸太又は鋼管を使用して片流れ小屋組の作業を行う。
2. 3種類の重量物の目測の作業を行う。

試験時間＝2時間5分（丸太）、1時間55分（鋼管）
- 3級：枠組、単管及び木製足場板を使用して、枠組応用登り桟橋の組立てを行う。試験時間＝2時間

学科試験　真偽法(○×方式)

## 取得後の称号
技能検定に合格すると1級は厚生労働大臣名の、2級及び3級は各都道府県知事名の合格証書が交付され、技能士を称することができる。資格を表記する際には「1級とび技能士」、「2級とび技能士」、「3級とび技能士」のように等級を明示する必要がある。等級の非表示、等級表示位置の誤り、職種名の省略表示などは不可である。
なお職業能力開発促進法により、とび技能士資格を持っていないものがとび技能士と称することは禁じられている。

## 他資格等との関係
- とび・土工工事業主任技術者選任資格（1級合格者、および合格後3年以上の実務経験を有する2級とび技能士試験合格者に限る）
- とび・土工工事業監理技術者選任資格（主任技術者選任資格を有し、かつ2年以上の一定の要件を満たす指導監督的な実務経験を有する者に限る）
- 解体工事業主任技術者選任資格（1級合格者、および合格後3年以上の実務経験を有する2級とび技能士試験合格者に限る）
- 解体工事業監理技術者選任資格（主任技術者選任資格を有し、かつ2年以上の一定の要件を満たす指導監督的な実務経験を有する者に限る）